# Richard Hill (7e baron Sandys)
Pour les articles homonymes, voir Richard Hill et Hill.
Richard Michael Oliver Hill (21 juillet 1931 - 11 février 2013), est un propriétaire foncier britannique et un homme politique conservateur,.

## Biographie

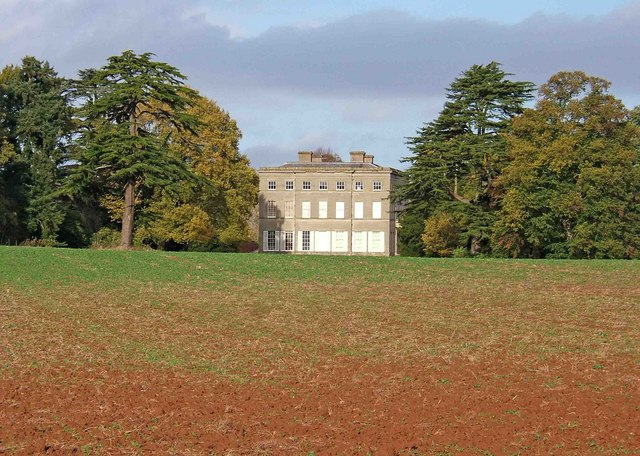
Ombersley Court

Sandys est le fils unique d'Arthur Fitzgerald Sandys Hill, 6e baron Sandys, et de son épouse Cynthia Mary Gascoigne, et fait ses études au Royal Naval College de Dartmouth. Il sert avec les Royal Scots Greys de 1950 à 1955, obtenant le grade de lieutenant. En 1961, il succède à son père dans la baronnie et prend place sur les bancs conservateurs de la Chambre des lords.
Il sert sous Edward Heath comme Lord-in-waiting (whip du gouvernement à la Chambre des lords) en 1974 et est whip de l'opposition à la Chambre des Lords de 1974 à 1979. Entre 1979 et 1982, il est Capitaine des Yeomen of the Guard (whip en chef adjoint à la Chambre des lords) dans la première administration conservatrice de Margaret Thatcher. Outre sa carrière politique, il est également lieutenant adjoint du Worcestershire en 1968.
Lord Sandys épouse Patricia, fille du capitaine Lionel Hall, en 1961. Ils n'ont pas d'enfants. À la suite du décès de Lord Sandys et de son épouse, le siège de la famille d'Ombersley Court est mis en vente.